# Дон Дієго і Пелагея
«Дон Дієго і Пелагея» — радянський художній фільм 1927 року в жанрі комедії режисера Якова Протазанова, який вийшов на всесоюзний екран в 1928 році. Знятий за сценарієм А. Зорича, заснованим на його ж фейлетоні «Справа Пелагеї Дьоміної», опублікованому в газеті «Правда». Єдина кінострічка, в якій знявся Осип Брік.

## Сюжет
Начальник маленької залізничної станції Яків Іванович Головач (Анатолій Биков) замість виконання своїх обов'язків захоплений читанням пригодницького роману про «кавалера і гульвісу» дона Дієго. Ототожнюючи себе з одним з героїв роману, Яків Іванович бореться «на шпагах» з уявним супротивником. Це викликає сміх місцевих жителів, які прийшли торгувати з пасажирами чергового поїзда. Побачивши, що одна з глядачок «поєдинку» — літня селянка — переходить колію (це заборонено, але зазвичай на заборону ніхто не звертає уваги), зніяковілий начальник тут же складає протокол про порушення старою Пелагеєю Дьоміною (Марія Блюменталь-Тамаріна) залізничних правил. Пелагею викликають до суду, де після патетичної промови Якова Івановича («Сьогодні, громадянин суддя, вона перейшла рейки, завтра вона поїзд з дітьми під укіс пустить, а потім і зовсім касу пограбує!») засуджують до трьох місяців ув'язнення. Хвилюючись за дружину й не впоравшись сам з господарством, чоловік Пелагеї (Володимир Михайлов) намагається щось зробити, але ні місцевий «юрисконсульт» — сторож волвиконкому (Володимир Попов), ні піп з попадею, ні прибулий з міста член спілки вивчення села (Михайло Жаров) не горять бажанням допомогти старому, обмежуючись марними порадами. У справу втручається комсомольський осередок, якому, подолавши бюрократизм повітових чиновників, вдається домогтися перегляду справи й звільнення Пелагеї. Вдячні дід і баба вирішують теж записатися «в камсамоли».

## У ролях
- Марія Блюменталь-Тамаріна — стара, Пелагея Дьоміна
- Володимир Михайлов — старий, чоловік Пелагеї Дьоміної
- Анатолій Биков — начальник станції, «Дон Дієго» (Яків Іванович Головач)
- Іван Юдін — комсомолець Міша
- І. Левкоєва — комсомолка Наташа
- Михайло Жаров — член спілки вивчення села, Михайло Іванович
- Володимир Попов — сторож волвиконкому, Міроша
- Олександр Громов — учраспред
- Данило Введенський — сторож
- Б. Гусєв — міліціонер
- Олена Тяпкіна — попадя
- Іван Пельтцер — секретар ОУ
- Сергій Ценін — чиновник
- Віра Марецька — дівчина в суді
- Лев Фенін — приятель начальника дільниці служби шляхів
- Микола Івакін — комсомолець
- Марія Шльонська — глуха стара
- Осип Брік — доповідач про шкоду бюрократизму

## Знімальна група
- Режисер — Яків Протазанов
- Сценарист — А. Зорич
- Оператор — Євген Алексєєв
- Художник — Сергій Козловський